# Les Enfants de la rivière
Pour les articles homonymes, voir Water Babies.
Pour plus de détails, voir Fiche technique et Distribution.
Les Enfants de la rivière (The Water Babies) est un film polono-britannique réalisé par Lionel Jeffries, sorti en 1978. 
C’est l’adaptation d'un conte de Charles Kingsley : The Water-Babies, A Fairy Tale for a Land Baby.

## Fiche technique
- Titre : Les Enfants de la rivière
- Titre original : The Water Babies
- Réalisation : Lionel Jeffries
- Scénario : Michael Robson et Lionel Jeffries, d’après le conte de Charles Kingsley
- Photographie : Ted Scaife
- Costumes : Phyllis Dalton
- Production : Ben Arbeid et Peter Shaw
- Musique : Phil Coulter
- Pays d'origine :  Pologne /  Royaume-Uni
- Format : couleurs
- Durée : 105 minutes
- Genre : Film d'aventure
- Date de sortie :
  -  Royaume-Uni : 23 juin 1978, 21 décembre 1978 (resssortie)
  -  France : 13 juillet 1979
  -  Pologne : 23 mars 1985

## Distribution
- James Mason : Mr. Grimes / la voix du requin tueur
- Bernard Cribbins : Mastermanet / la voix de l’anguille
- Billie Whitelaw : Mrs. Doasyouwouldbedoneby / vieille bique / Mrs. Tripp / femme en noir / gardien des Water Babies
- Joan Greenwood : Lady Harriet
- David Tomlinson : Sir John / Archie
- Tommy Pender : Tom
- Samantha Gates : Ellie / Adriane the Water Baby (Ariadine, la fille de l'eau)
- Paul Luty : Sladd / Claude the Swordfish (Claude l'Espadon)
- Jon Pertwee : Saumon / Kraken (Poséidon) / Jock
- Olive Gregg : voix
- Lance Percival : Terence the Sea Horse (Terence l'hippocampe)
- David Jason  : Cyril le morse
- Cass Allan : voix
- Liz Proud : voix
- Una Stubbs : voix

### Voix françaises
- Roland Ménard : Mr. Grimes / le requin tueur
- Régine Blaess : Mrs. Doasyouwouldbedoneby / Mrs. Tripp
- Francette Vernillat : Tom
- Marie-Françoise Sillière : Elly / Ariadine, la fille de l'eau
- Lily Baron : Lady Harriet
- Jacques Berthier : Sir John
- Robert Bazil : le marchand d'assiettes / un invité à la table des Johns
- Georges Aubert : le marchand de manteaux / le montreur de la tête de femme
- Bernard Musson : le marchand de poissons / un invité à la table des Johns
- Antoine Marin : le gardien du château de Harthover
- Pierre Fromont : le guide devant la tête de femme
- Claude Joseph : le saumon / un rat nageant / Claude l'Espadon
- Gabriel Cattand : Terence l'hippocampe
- Gérard Hernandez : Cyril le Morse / un poisson au début / une loutre
- Georges Atlas : Jock le Homard
- Pierre Garin : Archie l'Ours blanc / un rat nageant
- Roger Carel : Poséidon
- Francis Lax : un poisson au début / une loutre
- Jane Val : un poisson au début
- Maryse Méril : deux enfants de l'eau (l'un d'eux se prénommant Alfred)